# Łubiana (stacja kolejowa)
Łubiana – przystanek kolejowy w Łubianie, w gminie Kościerzyna. Przez przystanek przebiega linia kolejowa nr 211.

## Ruch pasażerski
| Rok  | Wymiana pasażerska na dobę |
| ---- | -------------------------- |
| 2017 | 10-19                      |
| 2022 | 10-19                      |

## Infrastruktura
Przystanek w Łubianie posiada 3 niezadaszone perony. Od przystanku odchodzi bocznica co zakładów Lubiana i rozlewni gazu.

### Budynek dworca
W 2005 roku dworzec w Łubianie został wyremontowany na koszt Gminy Kościerzyna i mieści się w nim między innymi świetlica oraz sala do aerobiku. W 2012 w budynku wymieniono ogrzewanie, a w 2014 dokonano przebudowy pomieszczeń.

## Pociągi
Przez Łubianę przejeżdżają 4 pary pociągów osobowych pomiędzy Kościerzyną a Chojnicami
Pociągi te są obsługiwane przez szynobusy oraz obecnie zastępczą komunikacje autobusową.